# Turnerjev sindrom
Turnerjev sindrom (TS), znan tudi kot 45,X ali 45,X0, je stanje, v katerem ženski delno ali v celoti manjka kromosom X. Znaki in simptomi se od osebe do osebe razlikujejo. Pogosto je ob porodu videti kratek in premrežen vrat, nizko postavljena ušesa, nizek rob lasišča na zadnji strani glave, kratko postavo in otekle roke in noge. Značilno za prizadete osebe je, da dobijo menstruacijo in prsi samo po zdravljenju s hormoni in da brez pomoči reproduktivne tehnologije ne morejo imeti otrok. Srčne napake, sladkorna bolezen, in nizka raven hormona ščitnice se pri njih pojavljajo pogosteje. Večina ljudi s TS je normalno inteligentnih, veliko pa jih ima težave s prostorsko vizualizacijo, ki je pogoj za razumevanje nekaterih področij matematike. Pogostejše so težave z vidom in s sluhom.
Turnerjev sindrom se običajno ne deduje od staršev. Okoljske nevarnosti niso znane, tudi starost matere ne igra vloge. Turnerjev sindrom je posledica kromosomskih odstopanj, pri katerem en od kromosomov X, delno ali v celoti manjka ali pa je spremenjen. Medtem ko ima večina ljudi 46 kromosomov, jih ljudje s TS običajno imajo le 45. Abnormalnost kromosomov je včasih prisotna v samo nekaj celicah - v tem primeru gre za t. i. TS z mozaicizmom. V teh primerih je ponavadi videti manj simptomov in lahko jih tudi sploh ni. Diagnoza temelji na telesnih znakih in na genetskem testiranju.
Zdravilo za Turnerjev sindrom še ne obstaja, simptome pa je mogoče zdraviti. Injekcije humanega rastnega hormona v otroštvu lahko pomagajo povečati višino v odraslosti. Nadomestno zdravljenje z estrogenom lahko spodbudi razvoj prsi in bokov. Zdravstvena oskrba je pogosto potrebna za druge zdravstvene težave, katerih vzrok je TS.
Turnerjev sindrom se pojavlja pri enem novorojenčku ženskega spola na 2000 do 5000 deklic. Vsi deli sveta in vse kulture so prizadeti približno enako. Na splošno imajo ljudje z TS krajšo življenjsko dobo, predvsem zaradi težav s srcem in sladkorno boleznijo. Stanje je prvi opisal Henry Turner leta 1938. Leta 1964 je bilo ugotovljeno, da je vzrok TS kromosomska nenormalnost.

## Znaki in simptomi
Naslednji pogosti simptomi Turnerjevega sindroma Turnerja se običajno kažejo hkrati, vendar ni verjetno, da bi se kazali vsi naenkrat.
- nizka postava
- zatekle roke in noge pri novorojenčku
- širok prsni koš in širok razmak med bradavicama
- nizek rob lasišča v zatilju
- nizko postavljena ušesa
- reproduktivna neplodnost
- okrnjen razvoj jajčnikov, ki s časom fibnrotizirajo
- zvišana teža, debelost
- skrajšan metakarpalni IV
- majhni nohti
- značilne poteze obraza
- mrežast vrat zaradi cističnega higroma v otroštvu
- stenoza aortne zaklopke
- koarktacija aorte
- bikuspidalna zaklopka aorte
- podkvaste ledvice
- Okvare vida – sklera, kornea, glaukom itd.
- okužbe ušes in izguba sluha
- visoko razmerje pas-boki (boki so komaj kaj širši od života)
- motnje pozornosti s hiperaktivnostjo (težave s koncentracijo, spominom, pozornostjo, združene s hiperaktivnostjo je opaziti predvsem v otroštvu in adolescenci)
- težave pri neverbalnem učenju (težave z matematiko, družabnimi spretnostmi in prostorskimi odnosi)

Druge značilnosti so med drugim majhna spodnja čeljust (micrognatija), cubitus valgus, mehki navzgor zaviti nohti, brazde na dlaneh in povešene veke. Manj znaki pogosti so pigmentirani moli, izguba sluha in visoko zavito nebo (ozka maxilla). Turnerjev sindrom se v vsaki prizadeti ženski kaže po svoje, tako da ni dveh, ki bi kazale enake poteze.
Medtem ko je večina fizičnih ugotovitev neškodljivih, so s sindromom lahko povezane resne težave z zdravjem. Večino med njimi je mogoče zdraviti z operacijo in zdravili.